# Pitze
Pitze (také Pitzbach) je řeka v Rakousku pravý přítok řeky Inn. Protéká údolím Pitzal v Ötztalských Alpách v Tyrolsku a má délku asi 40,5 km. Povodí řeky má rozlohu 309 km².
Řeka protéká okresem Imst, obcemi St. Leonhard im Pitztal, Wenns, Jerzens, Arzl im Pitztal.

## Popis
Začátek řeky se nachází na Hlavním hřebenu Alp pod  Mittelbergfener v obci St. Leonard im Pitztal. Nejvyšším místem povodí je vrchol Wildspitze s nadmořskou výškou 3768 m. Řeka Pitze ústí do řeky Inn mezi Arzl im Pitzal a Karres ve výšce 705 m n. m. Výškový rozdíl mezi začátkem a ústím je cca 1695 m, spád je cca 42 ‰.
Více než deset procent povodí zaujímá 46 ledovců o rozloze 35 km². Průtok vody neodpovídá velikosti oblasti (povodí), protože od roku 1964 jsou z horních úseků vody zachycovány a odváděny do jezera Gepatschspeicher v Kaunertalu.
Proměnlivý tok řeky je závislý na ročním období. V letních měsících v době tání sněhové pokrývky a ledovců se mění v  burácející  ledovcový tok, a to i v době nízkých srážek. Nejvyšší průtok je v červnu, červenci a srpnu. S podzimem klesá prudce přísun vody. Příčinou jsou nižší teploty, nižší srážky a ukončení tání sněhové pokrývky. Nízké teploty začínají v měsíci listopadu, ty vedou k zamrzání vodních toků a při trvale nízkých teplotách zamezení vzniku podzemních vod, a v případě srážek může dojít k nebezpečnému zvýšení vodní hladiny. Minimální průtok je v měsících únor nebo březen.
V nadmořské výšce 1 800 m byl vybudován sběrný tunel pro odvedení vod do nádrže Gepatschspeicher a tak jen několik dní je koryto řeky Pitze naplněno. Voda je také odváděna z Taschachbachu, největšího přítoku řeky Pitze. Ve Wenns je další tunel, který odvádí vodu do tlakového tunelu elektrárny Imst společnosti TIWAG. Po dovedení vod kanály z 309 km² původního povodí zůstává rozloha 30,5 km².
Povodněmi jsou ovlivňovány oblasti vnitřního a středního Pitzalu, oblasti na dolním toku, kde Pitze protéká Alzer Pitzeklam, roklinou s vysokými stěnami, a jsou na výše položených terasách, tyto povodně neovlivňují.

### Přítoky
- pravostranné: Taschachbach, Lussbach, Loabach, Seebach, Pfitschebach, Sagebach, Saxuirer Bach, Söllbach, Markbach, Klausbach, Schildbach, Pillerbach, Grillerbach, Ehrenbach.

- levostranné: Schneelehnbach, Praschlehnbach, Kitzlesbach, Murlehnbach, Hundsbach, Schitzbach, Klockelebach, Almbach, Ronachbach, Bichlbach, Hairlacher Bach, Stuibenbach, Mühlbach.

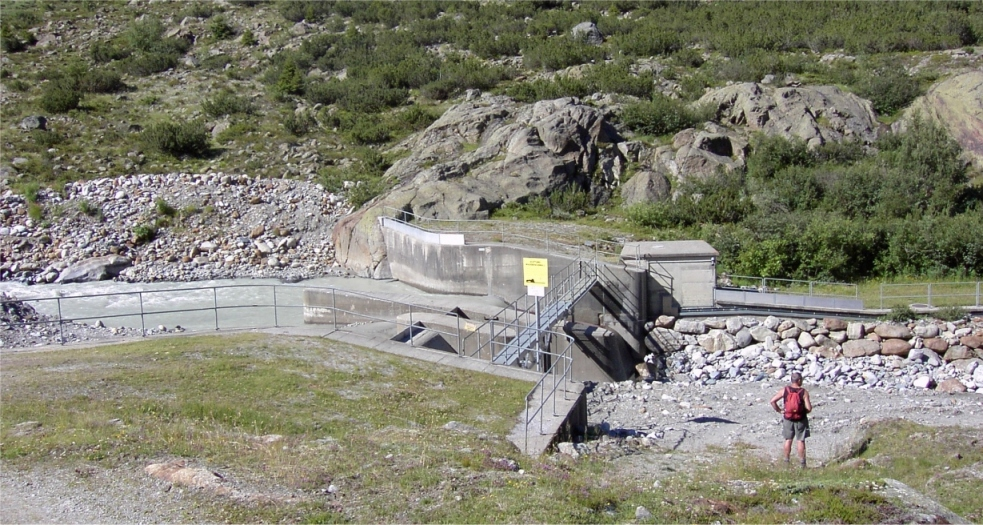
Tyrolský jez, který odvádí Pitze do elektrárny Kaunertal
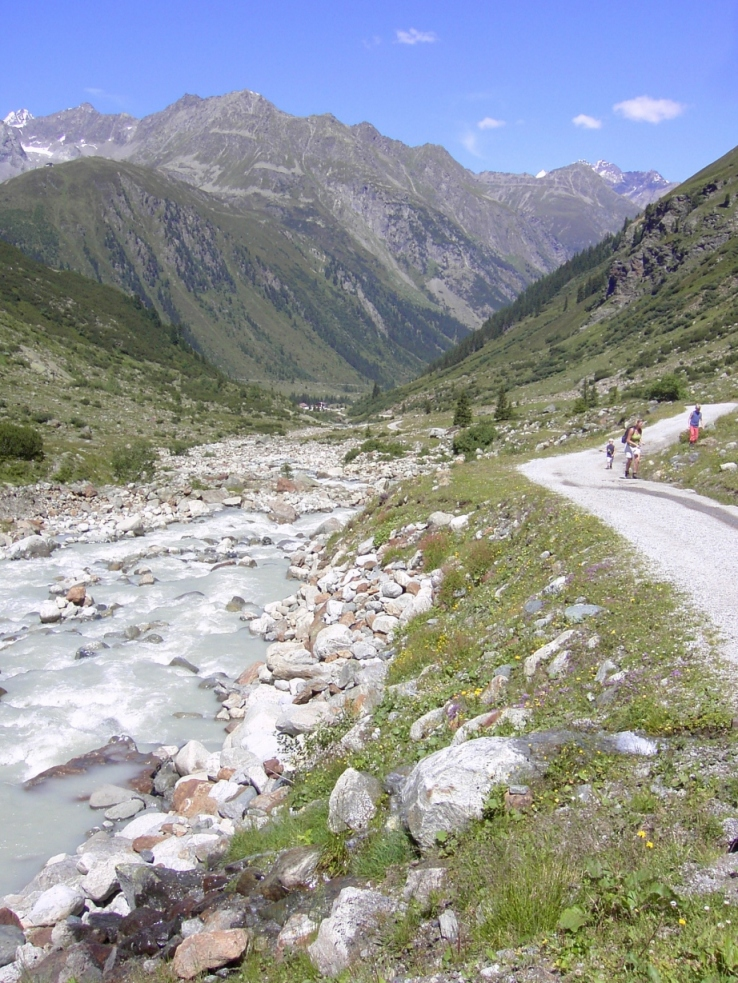
Horní tok Pitze
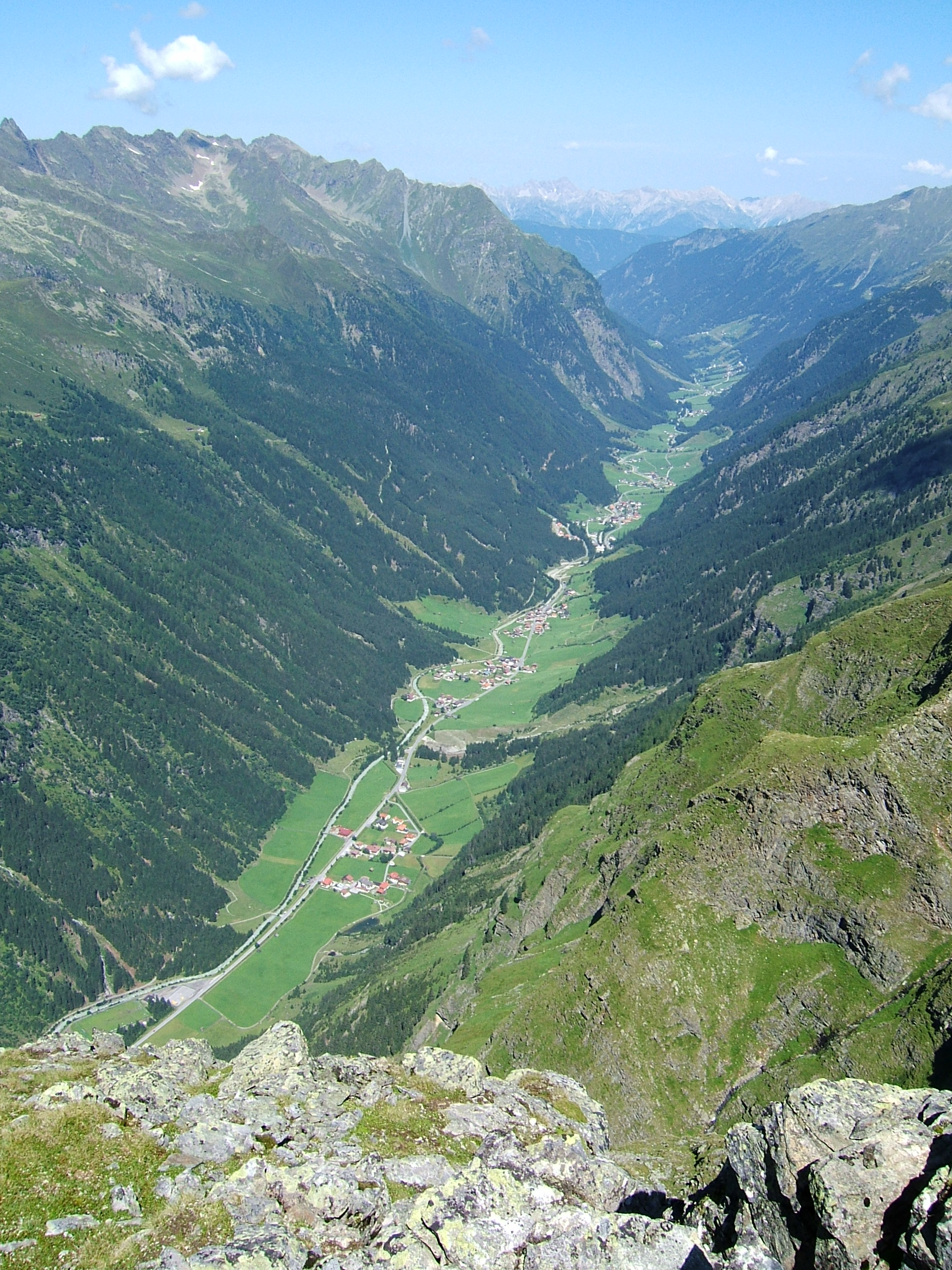
Pohled na vnitřní Pitzal
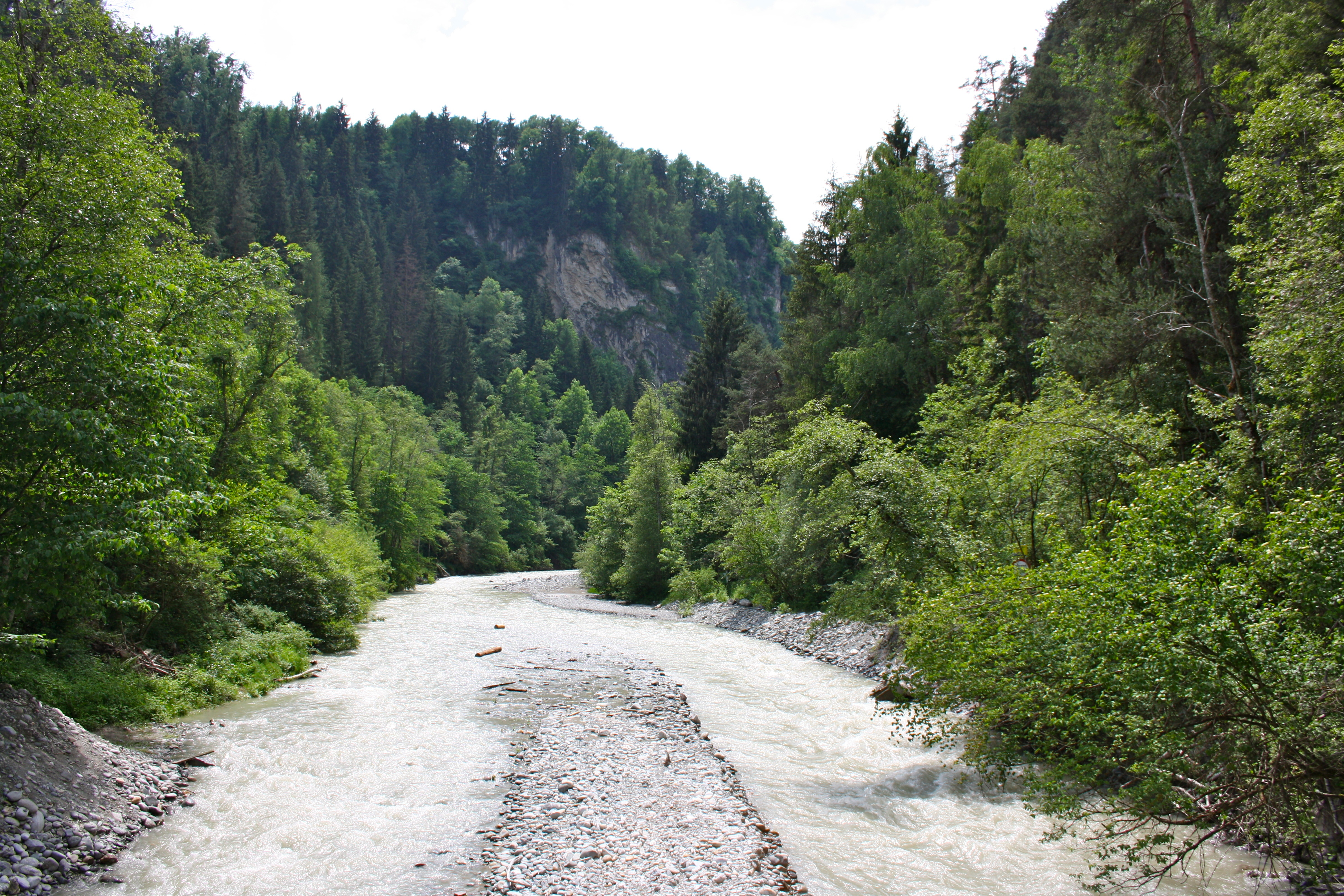
Arzler Pitzeklamm, těsně před soutokem s Innem